# مبلغان (فیلم ۲۰۱۴)
مبلغان (به انگلیسی: The Missionaries) یا میخوای یا نه (به فرانسوی: Tu veux ou tu veux pas) فیلمی محصول سال ۲۰۱۴ و به کارگردانی تونی مارشال است. در این فیلم بازیگرانی همچون سوفی مارسو، پاتریک بروئل، آندره ویلم، سیلوی وارتان، فرانسوا مورل، فیلیپ للوش، ژان-پیر ماریل، پاتریک برائوده، کلود پرون، میشلین پرل، ماری ریورا و الکسا بارلیر ایفای نقش کرده‌اند.